# Embalse de Los Arroyos
El embalse de Los Arroyos se encuentra en el municipio español de El Escorial, en la parte noroccidental de la Comunidad de Madrid, dentro de la cuenca hidrográfica del río Guadarrama, subsidiaria de la del Tajo. Está situado junto a la urbanización homónima, en las inmediaciones de la aldea abandonada de Navalquejigo y de la estación de ferrocarril de Las Zorreras. 

## Descripción

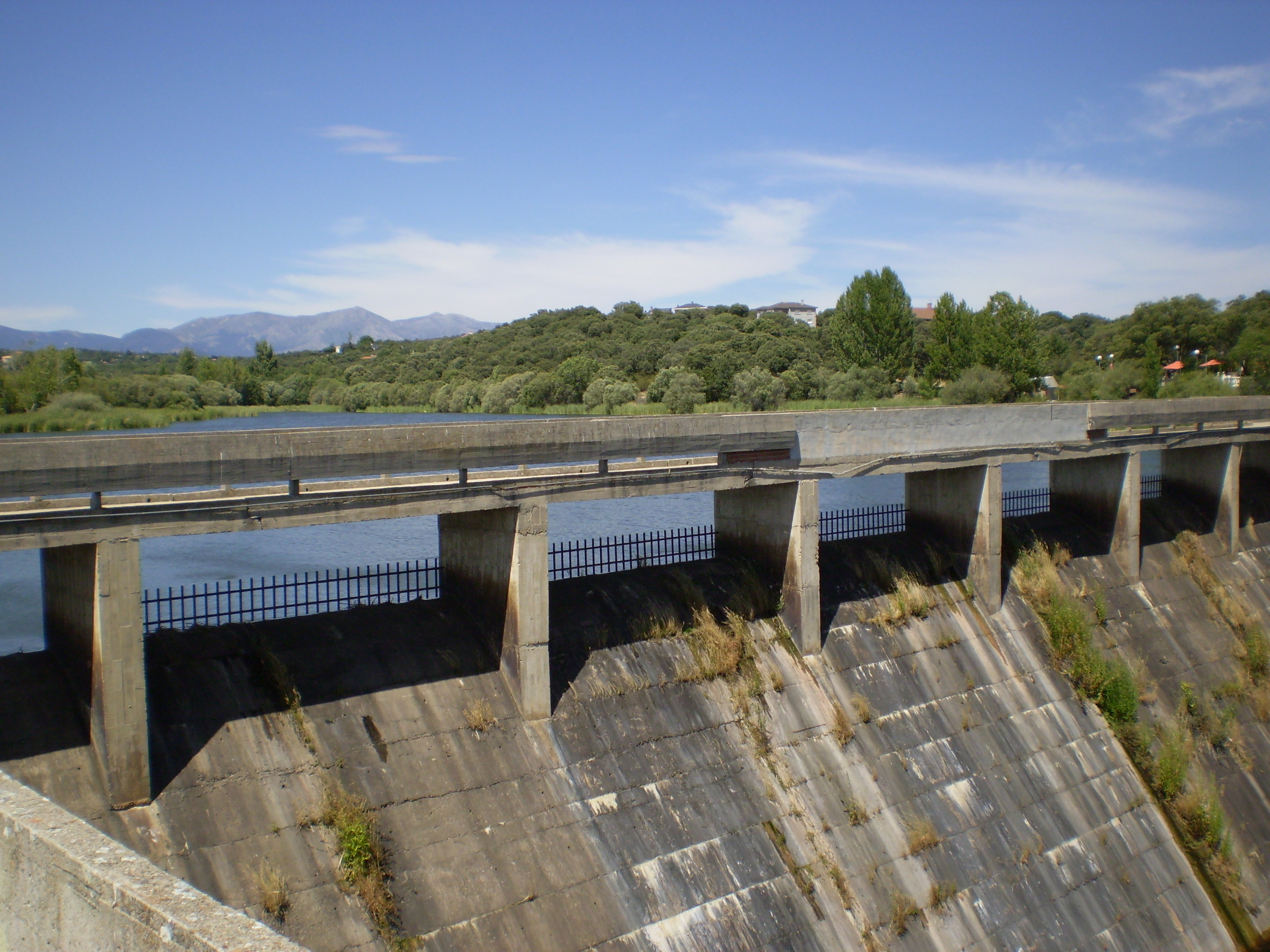
Presa del embalse de Los Arroyos.

Su superficie total es de 12 hectáreas. Fue construido en el año 1966, a partir de un proyecto del ingeniero Adrián de la Joya Castro, redactado en 1964. Se nutre de las aguas del arroyo Ladrón, afluente del río Aulencia y éste del Guadarrama. 
Su presa se levanta sobre la cola de otro embalse, el de Valmayor, en el que desagua directamente. Además de las aportaciones del arroyo Ladrón, Valmayor recibe las contribuciones de los ríos Aulencia y Guadarrama, en este caso a través de un canal artificial de trasvase, y del río Alberche a través del Trasvase San Juan-Valmayor.
El pantano de Los Arroyos está incluido, desde 1991, en el Catálogo de Embalses y Humedales de la Comunidad de Madrid, figura que protege tanto su superficie laminar (12 hectáreas) como su zona de influencia, que se extiende a lo largo de 51 hectáreas por terrenos poblados de sotos y encinares. 
Posee una función recreativa y deportiva. En sus riberas existen varios establecimientos de hostelería, así como un club náutico. Está permitida la pesca.
En este embalse y su presa, así como en los establecimientos hosteleros de su entorno, se han rodado varias escenas de la serie Élite de Netflix.